# Axerafe Muça (emir de Homs)
Axerafe Muça ibne Almançor Ibraim ibne Xircu (em árabe: الأشرف موسى موسى بن المنصور ابراهيم بن شيركوه; romaniz.: Al-Ashraf Musa ibn al-Mansur Ibrahim ibn Shirkuh), melhor conhecido só como Axerafe Muça (1229–1263), foi o último emir aiúbida em Homs, uma cidade na Síria. Seu governo começou em junho de 1246, mas foi temporariamente interrompido em 1248 após ser forçado a render Homs e então receber Turbessel de seu primo Nácer Iúçufe, emir de Alepo. Por um curto período de tempo durante o domínio mongol em 1260, serviu como vice-rei da Síria, embora a posição fosse nominal. Ajudou na derrota mongol nas mãos do Sultanato Mameluco do Egito ao retirar suas tropas da coalizão mongol na Batalha de Aim Jalute como parte dum acordo secreto com o sultão Cutuz. Após a vitória mameluca, foi reintegrado como emir de Homs como vassalo mameluco, mas foi destituído de sua posição de vice-rei. Como não deixou herdeiros, após sua morte, Homs foi incorporado ao sultanato.

## Vida

### Emir de Homs
Aos 17 anos, Axerafe herdou Homs após a morte de seu pai, Almançor Ibraim, em 1246. Homs era um dos reinos menores dentro do confederado Império Aiúbida e geralmente era dominado por seus vizinhos maiores, mas ganhou influência durante o reinado de Almançor. Após sua morte, o papel de Homs dentro do império diminuiu muito. Desta posição de fraqueza, Axerafe chegou na corte de Sale Aiube em Damasco durante a primavera de 1247 a fim de obter seu patrocínio. Sale, sultão do Egito e Damasco, era o emir ("príncipe") aiúbida mais forte à época e menos inclinado ao governo central, o que significa que Axerafe poderia governar Homs com relativa autonomia. Para cimentar essa relação patrono-cliente, cedeu o controle de Salamia, uma importante fortaleza localizada ao norte de Homs, para Sale.
Temendo que essa aliança pudesse minar sua posição, Nácer Iúçufe, o emir aiúbida de Alepo e primo de Axerafe, reagiu tentando anexar Homs. Como resultado, Axerafe enviou apelos urgentes a Sale para ajudá-lo contra Nácer. Sale concordou e liderou pessoalmente suas tropas do Egito à Síria, mas adoeceu e o ataque planejado contra as forças de Nácer foi adiado. Em meados de agosto de 1248, Axerafe foi forçado a render Homs. Com base nos termos de sua rendição, foi autorizado a manter o controle da fortaleza do deserto de Palmira e Arraba, um local fortificado situado ao longo da margem norte do rio Eufrates. No lugar de Homs, recebeu o posto avançado de Turbessel para governar, embora estivesse isolado de seus territórios remanescentes.

### Vice-rei da Síria
Enquanto governava Turbessel, secretamente estabeleceu laços com os mongóis, que estavam rapidamente ganhando força na região. Em 1260, os mongóis, liderados por Hulagu Cã, saquearam Alepo, forçando Nácer ao exílio. Axerafe, que estava em Damasco na época da captura de Alepo, viajou para o norte, para uma área perto da cidade para conferenciar com Hulagu antes de retirar o grosso de suas forças da Síria. Com a chegada em Damasco de Quedebuga, o general cristão nestoriano que supervisionava os negócios na Síria em nome dos mongóis, retornou à cidade. Ao conhecer Quedebuga, foi nomeado vice-rei de Damasco e de toda a Síria, sendo reintegrado como emir autônomo de Homs.
Apesar de ter o título oficial de "sultão" da Síria, seu poder era nominal. De acordo com o historiador israelense Reuven Amitai, o título foi dado para que os mongóis pudessem ter um governante que tivesse alguma forma de legitimidade e com quem pudessem se consultar. Uma prova dessa situação foi que Axerafe recebeu ordens de governar de seu principado em Homs, em vez de Damasco, que normalmente servia como capital da Síria. Além disso, sua icta (atribuição para o serviço militar) de 100 cavalos era a mesma que a de um comandante de batalhão em vez de um general ou alguém de patente superior. De Homs, liderou uma expedição comandada por mongóis contra Hama, comandada por seu primo Almançor II Maomé, que havia fugido para o Egito, com a ordem de desativar as defesas daquela cidade. Assim, Axerafe supervisionou a destruição da muralha e do arsenal da cidadela. Também vendeu a biblioteca pública, mas se absteve de desmontar os muros da cidade por medo de tornar Hama suscetível a uma invasão dos cruzados.

### Vassalo mameluco e morte
Quando os mamelucos, que sucederam o Império Aiúbida no Egito em 1250, tentaram expulsar os mongóis da Síria, Axerafe fez contato secreto com o sultão Cutuz. Assim que os exércitos mongóis e mamelucos se enfrentaram durante a Batalha de Aim Jalute no norte da Palestina em setembro de 1260, Axerafe retirou suas forças da coalizão de Quedebuga e fugiu da batalha como parte de seu acordo secreto com Cutuz. A ação de Axerafe influenciou a batalha a favor dos mamelucos. Após sua vitória decisiva contra os mongóis, os mamelucos conquistaram a Síria com sucesso. Embora tenha sido destituído de sua posição nominal como vice-rei de Damasco, Axerafe foi autorizado a continuar governando Homs como um vassalo dos mamelucos como recompensa por sua cooperação. Baibars tornou-se sultão em outubro e designou Aladim Sanjar Albasquirdi como vice-governador de Homs. Axerafe morreu no início de 1263. Como não deixou herdeiros ao seu trono, Homs foi incorporado ao Sultanato Mameluco após sua morte.

## Família
Ao contrário da maioria dos emires regionais aiúbidas, Axerafe e seus predecessores eram descendentes de Xircu, irmão de Najemadim Aiube; Aiube era o patriarca de todos os emires aiúbidas, exceto os de Homs. Em 1249, aos 20 anos, Axerafe casou-se com Amatal Latife, a conselheira espiritual da irmã de Saladino e filha de um notável estudioso hambalista sediado em Damasco. Larife tinha pelo menos 40 anos na época do casamento. Eles se casaram imediatamente depois que Latife foi libertada da prisão de Damasco, onde estava presa desde 1246. Ela morreu em 1253.